# Jerzy Wojtowicz (inżynier)
Jerzy Waldemar Wojtowicz (ur. 31 sierpnia 1929 w Grucznie, zm. 4 sierpnia 2014 w Toruniu) – polski inżynier, historyk, numizmatyk i nauczyciel.

## Życiorys
Jako uczeń Gimnazjum Ogólnokształcącego w Świeciu przynależał do Pomorskiej Drużyny Harcerzy im. Tadeusza Kościuszki. 

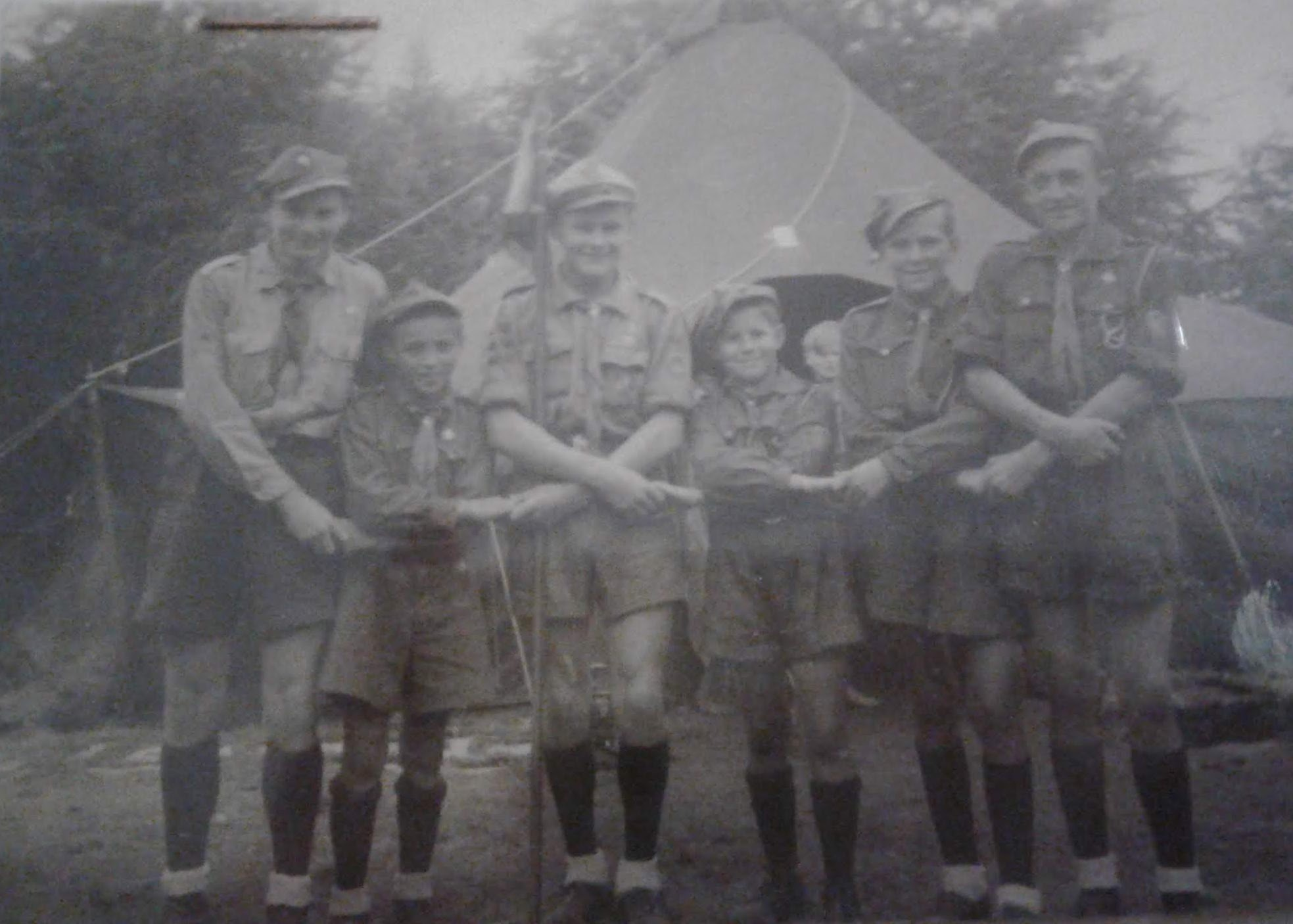
Jerzy Wojtowicz - harcerstwo

 Absolwent Liceum Mechanicznego w Grudziądzu i Wydziału Mechanicznego Wyższej Szkoły Inżynierskiej w Bydgoszczy, którą ukończył z tytułem inżyniera mechanika. Pracę zawodową podjął w Pomorskich Zakładach Wytwórczych Aparatury Niskiego Napięcia w Toruniu (obecnie Apator S.A.) w 1951. 

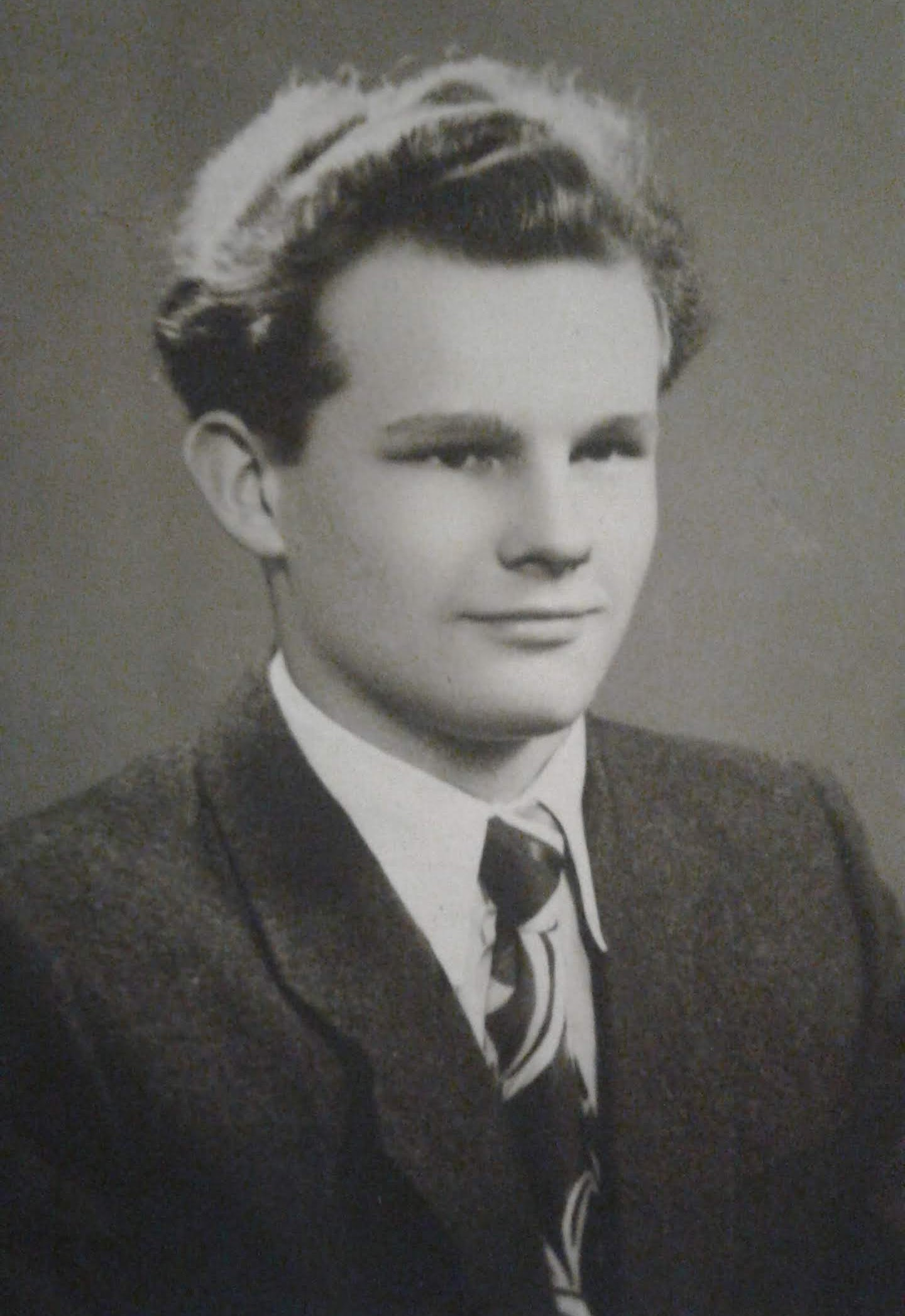
Jerzy Wojtowicz - lata szkolne

 Obejmował kolejno stanowiska: planisty, technologa - konstruktora urządzeń produkcyjnych, kierownika sekcji modernizacji i postępu technicznego, kierownika działu rozwoju techniki, szefa kontroli jakości, w międzyczasie pełniąc funkcje: sekretarza, skarbnika i zastępcy przewodniczącego w Zarządzie KZ Apator (1958–1968). W latach 1957–1978 pracował jako nauczyciel przedmiotów technicznych. Od 1980 członek NSZZ „Solidarność”. Po przejściu na emeryturę w 1990 działał w Polskim Towarzystwie Numizmatycznym, a także w Kole Seniorów SIMP w Toruniu (zostając jego prezesem w 1998).

## Pełnione funkcje organizacyjne
- Członek Zarządu Oddziału Wojewódzkiego Stowarzyszenia Inżynierów i Techników Mechaników Polskich (SIMP) w Bydgoszczy (1957–1960)
- Członek Zarządu KZ Apator (sekretarz, skarbnik, zastępca przewodniczącego 1958–1968)
- Przewodniczący Sekcji Normalizacji i Jakości KZ Apator (1979–1990)
- Członek Zarządu Koła Seniorów SIMP w Toruniu (1990–1997)
- Prezes Zarządu Koła Seniorów SIMP w Toruniu (1998–2014)
- Rzeczoznawca Stowarzyszenia Inżynierów i Techników Mechaników Polskich (SIMP) od 1984

## Odznaczenia
- Krzyż Kawalerski Orderu Odrodzenia Polski
- Srebrny Krzyż Zasługi
- Brązowy Medal „Za Zasługi dla Obronności Kraju"
- Srebrna Odznaka „Za Zasługi dla Rozwoju Przemysłu Maszynowego"
- Złota i Srebrna Odznaka SIMP
- Złota i Srebrna Odznaka NOT
- Złota Odznaka Polskiego Towarzystwa Numizmatycznego

## Rodzina i życie prywatne
Wywodzi się z rodu pieczętującego się herbem Lubicz, pochodzącego z wołyńskich Wojtowic. Pradziadek Jerzego, Karol, walczył w powstaniu styczniowym w oddziale gen. Mariana Langiewicza z Tarłowa. Jego dziadek, Józef Wojtowicz, był właścicielem dziedzicznej części wsi Ulów, a w okresie młodości służył w Armii Imperium Rosyjskiego, w 13. Narewskim Pułku Huzarów.

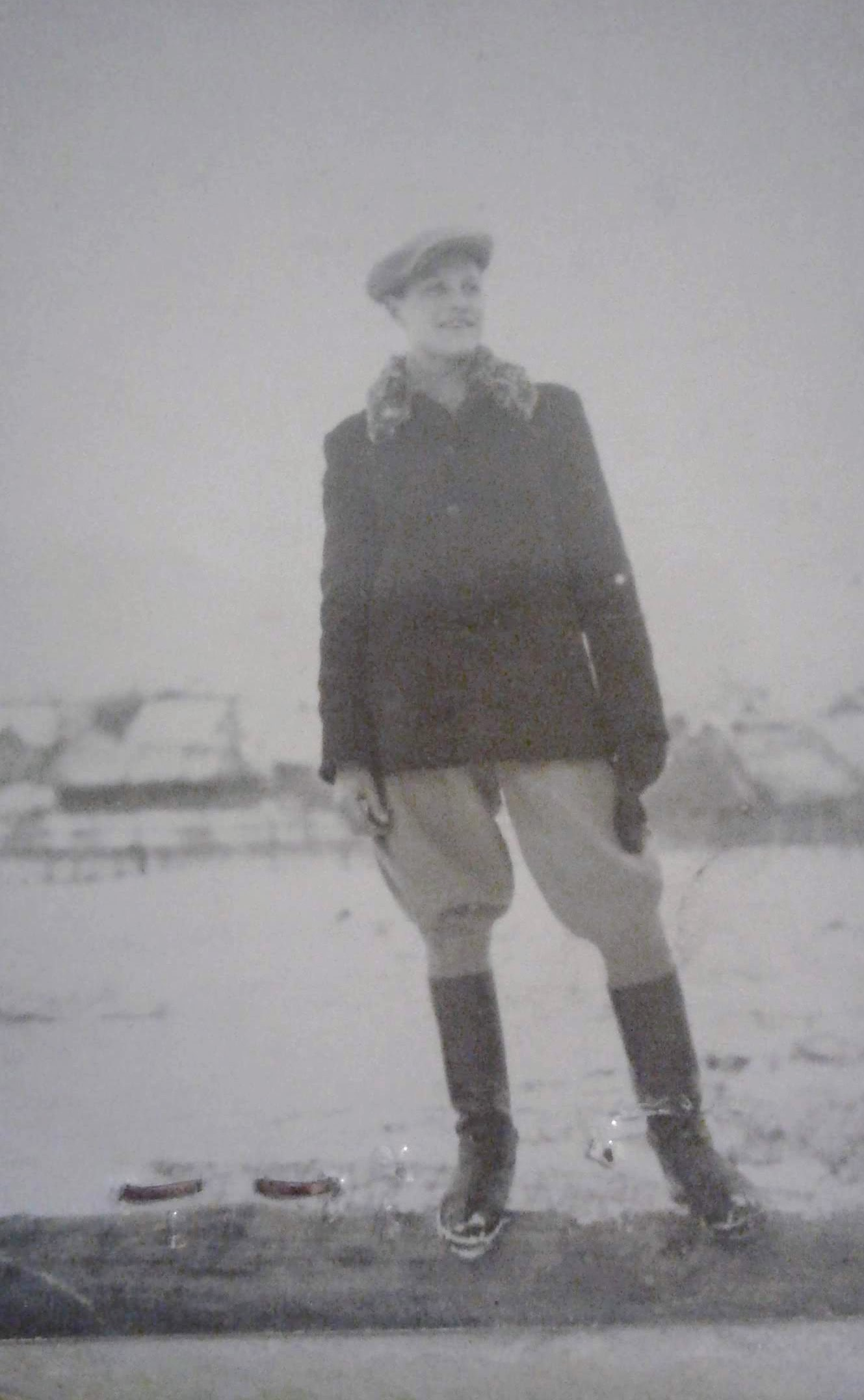
Jerzy Wojtowicz przed Ulowem

Jego ojciec, Wawrzyniec, pełnił funkcję Sekretarza Urzędu Gminy Lniano w okresie międzywojennym. Jerzy był najstarszym dzieckiem z czworga rodzeństwa. Ożenił się z Ireną Krauze, córką powstańca wielkopolskiego, oficera WP i jednego z dowódców w Bitwie nad Bzurą, zamordowanego w listopadzie 1939 r. przez Selbstschutz w ramach operacji Intelligenzaktion, por. Mariana Krauzego. Miał dwóch synów: Leszka Jerzego i Piotra Mariana.